# Øster Brønderslev (parochie)
Øster Brønderslev is een parochie van de Deense Volkskerk in de Deense gemeente Brønderslev. De parochie maakt deel uit van het bisdom Aalborg en telt 1613 kerkleden op een bevolking van 1700 (2004). Historisch hoorde de parochie tot de herred Børglum. In 1970 werd de parochie deel van de gemeente Brønderslev. Het huidige dorp Brønderslev stond in het verleden bekend als Vester Brønderslev.

Agersted · Aså · Brønderslev · Dorf · Dronninglund · Hallund · Hellevad · Hellum · Hjallerup · Jerslev · Melholt · Mylund · Ørum · Øster Brønderslev · Øster Hjermitslev · Serritslev · Stenum · Tise · Tolstrup · Voer